# Johann I. (Mecklenburg)
Johann I., Herr von Mecklenburg, genannt der Theologe (* vor 1210; † 1. August 1264) war von 1234 bis 1264 Fürst der Herrschaft Mecklenburg.

## Leben
Er war der älteste Sohn von Heinrich Borwin II.
Er verwaltete bis 1234 zusammen mit seinen Brüdern Mecklenburg. Nach der Landesteilung wurde ihm als ältestem Sohn das Stammland von Mecklenburg zugesprochen. Im Jahr 1227 konnte er Mecklenburg durch die Schlacht bei Bornhöved von der dänischen Lehenshoheit befreien. Das Land geriet aber bald unter sächsische und holsteinische Lehensansprüche, was zum Krieg gegen Sachsen-Lauenburg und Schauenburg-Holstein führte. Es gelang Johann I., von seinem Bruder Pribislaw I. in Konkurrenz zum Bistum und Grafschaft Schwerin, Teile des Landes Parchim-Richenberg, unter anderem Sternberg, zu gewinnen. Er förderte die Kirche und die deutsche Besiedlung von Mecklenburg. Im Jahr 1262 schloss er ein Bündnis mit den Welfen gegen Dänemark.
Er wurde in Doberan beerdigt.

## Ehe und Nachkommen
Johann I. war mit Luitgart von Henneberg, Tochter des Grafen Poppo VII. von Henneberg, verheiratet. Mit ihr hatte er folgende Kinder:
- Heinrich I. (Mecklenburg), genannt der Pilger
- Albrecht I. (Mecklenburg), Mitregent von 1264/1265
- Hermann, Domherr zu Schwerin
- Elisabeth, verheiratet mit Gerhard I. (Holstein-Itzehoe)
- Nikolaus III., Domherr in Lübeck, war von 1275 bis 1283 Mitregent
- Poppo, vor 1264
- Johann II., Mitregent von 1264 bis 1283